# ATAC-seq
ATAC-seq (Assay for Transposase-Accessible Chromatin using sequencing en inglés) es una técnica epigenómica que sirve para determinar la accesibilidad de la cromatina en un genoma. Requiere un número de células bajo y es más rápida y fácil de aplicar que otras técnicas anteriores como DNase-seq o MNase-seq se puede combinar con inmunoprecipitación de cromatina acoplada a secuenciación profunda (ChIP-seq) y secuenciación de ácido ribonucleico (RNA-seq) para proporcionar una descripción detallada de la expresión génica. Uno de los enfoques principales en la investigación de ATAC-seq es la identificación de la estructura y accesibilidad de la cromatina y los cambios epigenéticos que están estrechamente relacionados con la aparición y el desarrollo del cáncer y otras enfermedades. 

## Transposasa Tn5 en ATAC-seq
Su estructura comprende una secuencia central que codifica tres antibióticos (neomicina, bleomicina y estreptomicina) y dos secuencias IS50 (IS50L, IS50R) invertidas de 17bp con un mecanismo de escisión complejo que requiere un dímero de Tn5 para tener función. Presenta una función de “cortar y pegar” utilizada en la investigación genómica: las Tn5 pueden insertar aleatoriamente adaptadores/códigos de barras en el ADN y las moléculas de ADN resultantes pasan por un proceso de amplificación y secuenciación por PCR. 

## Metodología

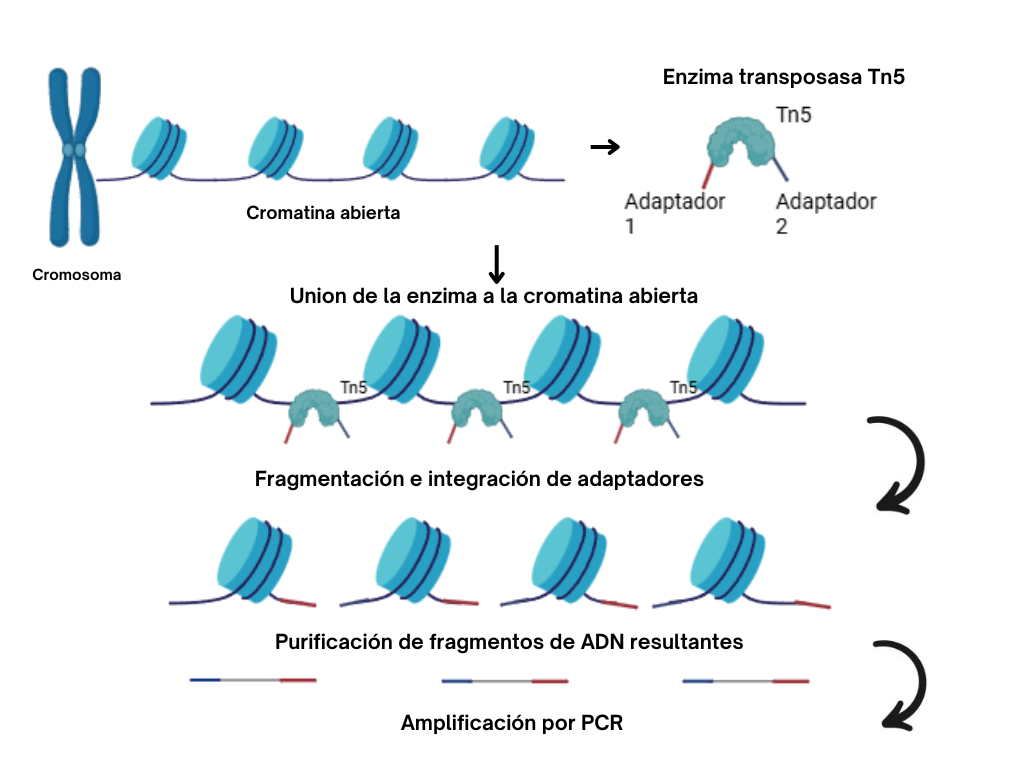
ATAC-seq principio

ATAC-seq comprende una tecnología epigenética innovadora que es un método para mapear la cromatina accesible al cargar una transposasa Tn5 hiperactiva con adaptadores para la secuenciación de DNA agregadas artificialmente. El transposón de ADN es un fenómeno de transferencia de la secuencia de ADN de una región del cromosoma a otra asistido por la transposasa del ADN; esta requiere que la cromatina en el sitio de inserción esté abierta. En la técnica se emplea Tn5 y su actividad transposasa para fragmentar e integrar estos adaptadores en las regiones de la cromatina que sean accesibles, mientras que apenas se modificarán las regiones condensadas debido a un impedimento estérico; el resultado son millones de fragmentos de ADN que ,tras la inserción, se construyen las bibliotecas para secuenciación de los fragmentos. 
La construcción de bibliotecas ATAC-seq se basa en 3 pasos: preparación de núcleos, transposición y amplificación. Las células se suspenden en células individuales intactas y homogéneas, se incuban en tampón de lisis para generar núcleos crudos que son resuspendidos e incubados en la mezcla para la reacción con la transposasa para fragmentar el ADN, el ADN expuesto resultante se amplifica para generar bibliotecas de secuenciación.⁣ El control de calidad de la biblioteca de ATAC-seq se hace previo a la secuenciación para asegurar que la concentración de la biblioteca alcanza los criterios de secuenciación. Posteriormente, se recopilan las lecturas sin procesar y se filtran los datos a través de la evaluación de la calidad de los datos de secuenciación de forma que se obtengan lecturas limpias y el resumen de la producción de datos. Después de eliminar las secuencias adaptadoras y las lecturas de baja calidad, se procesan las lecturas de aproximadamente 150 nucleótidos de longitud para su análisis. 

## Ventajas
- Reduce el tiempo experimental a 2-3 horas para la fragmentación de ADN utilizando una reacción enzimática en relación a los 2 a 3 días que métodos como DNase-seq y MNase-seq requieren para realizar los experimentos. [5]
- La corta duración del experimento reduce la probabilidad de errores, lo que mejora la tasa de éxito y repetibilidad del experimento. [5]
- El tamaño de la muestra es reducido al menos 1000 veces, requiriendo aproximadamente 500 células en relación a otros métodos como FAIRE-seq (1-50 millones de células) y DNase-seq (50 millones de células). [5]
- ATAC-seq puede utilizar la tecnología de secuenciación de extremos emparejados para mapear la posición, ocupación de los nucleosomas y secuenciar los extremos del fragmento de ADN, lo que hace la alineación de lecturas más precisa. [5]

## Limitaciones
- Requiere pasos adicionales para eliminar la contaminación del ADN mitocondrial, como la utilización de tampones de lisis celular sin detergente y utilizando tecnología de repeticiones palindrómicas cortas agrupadas y regularmente interespaciadas (CRISPR).[5][7]

- Puede llegar a producir errores o sesgos aun siendo una secuenciación de alto rendimiento.  La transposasa Tn5 se une preferencialmente a sitios de entrada y salida del ADN en el nucleosoma debido a su gran tamaño, lo que puede generar un resultado de secuenciación sesgado; sin embargo, esto se puede corregir con herramientas computacionales o modelos estadísticos. [7]
- El ADN "desnudo", sin nucleosomas ni factores de transcripción, es más fácil de escindir por la Tn5, esta tiende a unirse y escindirse a regiones de unión de factores de transcripción, lo que resulta en la pérdida de parte de la información de los factores de transcripción.[5]

## Aplicaciones
Es utilizado para mapear la cromatina accesible de forma que se pueda establecer si hay cambios en la estructura de la cromatina y factores de transcripción asociados a la expresión de genes. Esto ayuda a identificar enhancers, regiones de regulación de genes y secuencias de unión de factores de transcripción, así como determinar cómo responden estos a distintos estímulos y compararlos entre diferentes tipos celulares o estados de las células. 
Se ha establecido que ATAC-seq puede ser utilizado para caracterizar los cambios dinámicos epigenéticos en el proceso de agotamiento de células T que ocurre en procesos patológicos ligados a infecciones y cáncer. Se han identificado cambios significativos en la accesibilidad de la cromatina en regiones cercanas a genes asociados con la activación de células B especialmente en pacientes con lupus eritematoso sistémico.⁣

## ATAC-seq en la investigación del cáncer
Esta técnica es utilizada para capturar la actividad de cromatina específica de tejido de regiones reguladoras de tumores. En la oncogénesis dependiente de Ras hay 3778 regiones reguladoras sobreactivadas detectadas por ATAC-seq. Se ha demostrado que las mutaciones RAD21y STAG2, que codifican el complejo de cohesión cromosómica, son clave para la formación de leucemia mieloide aguda. La cohesina mutante aumenta la accesibilidad de la cromatina a los sitios de unión para factores de transcripción como ERG, GATA2 y RUNX1 detectados por ATAC-seq.